# Павлоградська волость
Павлоградська волость — історична адміністративно-територіальна одиниця Павлоградського повіту Катеринославської губернії.
Станом на 1886 рік складалася з 3 поселень, 3 сільських громад. Населення — 9250 осіб (4548 чоловічої статі та 4602 — жіночої), 1419 дворових господарств.
|                     | Площа, десятин | У тому числі орної, дес. |
| ------------------- | -------------- | ------------------------ |
| Сільських громад    | 24319          | 13250                    |
| Приватної власності | 150            | 50                       |
| Казенної власності  | 22             | —                        |
| Іншої власності     | 136            | 70                       |
| Загалом             | 24627          | 13370                    |

Поселення волості:
- Павлоградські Хутори — село при річках Вовча та Гніздка за 3 версти від повітового міста, 4621 особа, 520 дворів, за 1½ версти — залізнична станція Павлоград.
- Вербки — село при річках Самара, 3553 особи, 646 дворів, православна церква, військова казарма, 2 ярмарки.
- Вербські Хутори — село при річках Мала Тернівка, 577 осіб, 105 дворів.